# Parafia św. Siostry Faustyny w Będzinie
Parafia Świętej Siostry Faustyny w Będzinie – rzymskokatolicka parafia, położona w dekanacie będzińskim, diecezji sosnowieckiej, metropolii częstochowskiej w Polsce. 
Utworzona dekretem biskupa sosnowieckiego Adama Śmigielskiego z 15 września 2005 roku. Pierwszym proboszczem został ks. Antoni Kazior, wcześniej wikariusz parafii św. Jadwigi Śląskiej w Będzinie. Początkowo nabożeństwa odbywały się w tymczasowym kościele, w hali fabrycznej byłej fabryki obuwia „Chełmek”. W 2006 parafia zakupiła działkę pod budowę kościoła przy ul. Jesionowej.
Z dniem 1 sierpnia 2024 roku administratorem parafii został ks. Krzysztof Wąsik.